# Ophiocreas mindorense
Ophiocreas mindorense är en ormstjärneart som beskrevs av Döderlein 1927. Ophiocreas mindorense ingår i släktet Ophiocreas och familjen Asteroschematidae. Inga underarter finns listade i Catalogue of Life.